# Nagoya
Nagoya (japanska: 名古屋市?, Nagoya-shi) är Japans fjärde största stad och den administrativa huvudorten för prefekturen Aichi. Den är belägen vid Stillahavskusten i Chūburegionen på centrala Honshū. Folkmängden uppgår till cirka 2,3 miljoner, med nästan 9 miljoner invånare i storstadsområdet. Nagoya är en av Japans viktigaste hamnstäder tillsammans med Tokyo, Ōsaka, Kōbe, Yokohama, Chiba och Fukuoka.

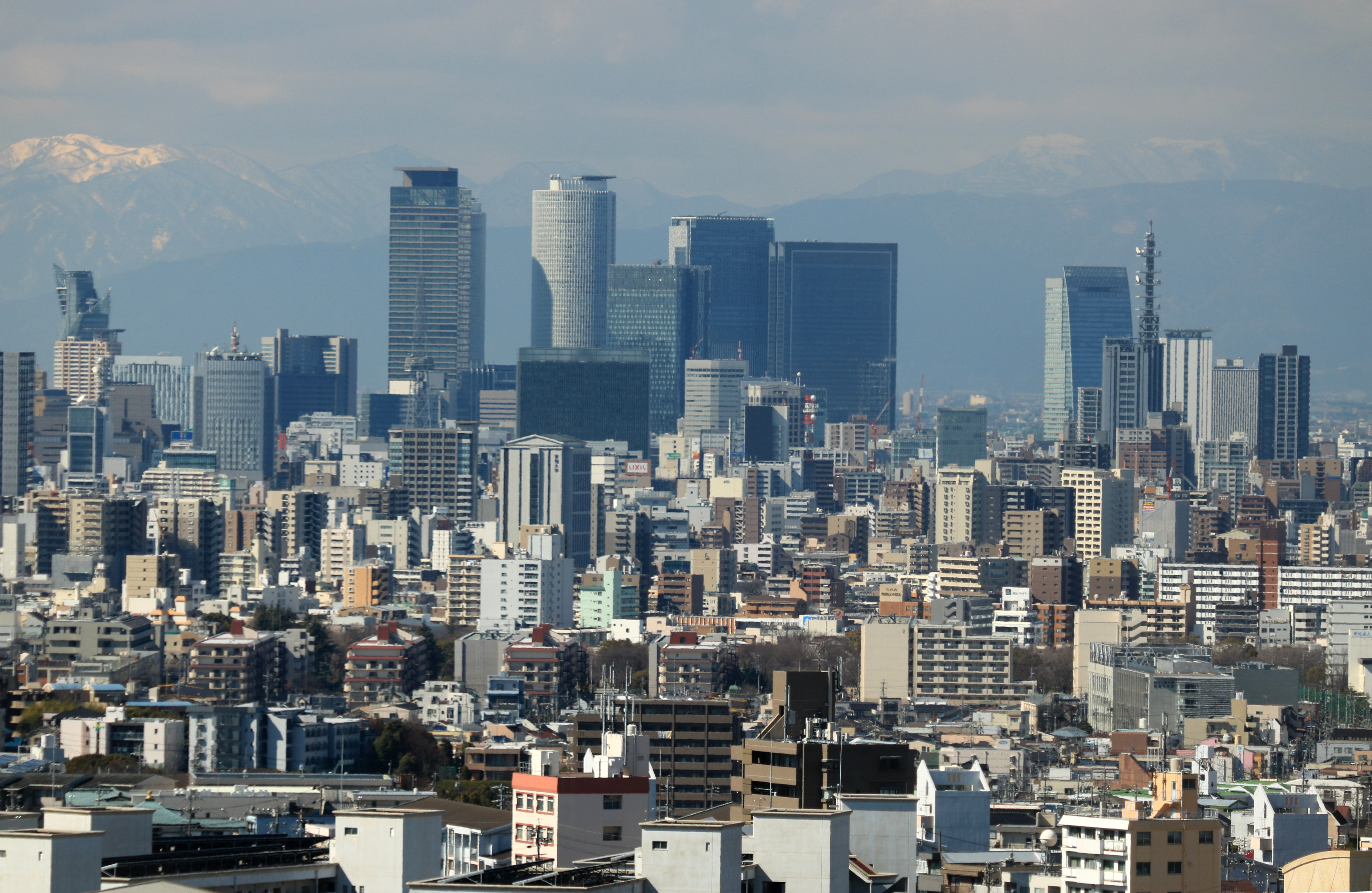
Utsikt över Nagoya från Heiwa Park Aqua Tower

## Historia
Det nuvarande Nagoya växte fram under Tokugawa-shogunatet. Efter att Ieyasu Tokugawa etablerade shogunatet 1603 beordrade han 1610 att Nagoya slott skulle byggas åt sin son.
Den 28 oktober 1891 klockan 06:37:11 skakades Nagoya av en stark jordbävning. Denna, senare kallad Nobi-jordbävningen, uppskattas ha haft magnituden 8,0 och omkring 190 personer miste livet.

### Andra världskriget
Nagoya var ett viktigt industricenter under andra världskriget. Bland andra var Mitsubishi Heavy Industries som tillverkade Zeroflygplanen baserat i Nagoya. Som andra japanska städer var den största delen av bebyggelsen i trä och 40 % av bebyggelsen i staden förstördes av de amerikanska bombräderna och efterföljande bränder. 1945 fälldes napalm över staden.

### Efterkrigstiden
Redan 45 dagar efter krigsslutet antog stadens styre en stadsplan för återuppbyggandet. Den var baserad på två 100 m breda avenyer (Hisaya-odori och Wakamiya-odori) och nio 50 m breda gator som skulle fungera som huvudtransportstråk för bilismen, samt en tunnelbana.

## Administrativ indelning
Nagoya är en av landets tjugo signifikanta städer med speciell status (seirei shitei toshi) och var en av de fem första städerna att få denna status (1 september 1956). Nagoya delas in i 16 stycken ku, administrativa stadsdelar.
|             |        | Invånare 1 oktober 2015 | Area (km²) |  |
| ----------- | ------ | ----------------------- | ---------- |  |
| Atsuta-ku   | 熱田区 | 65 903                  | 8,20       |  |
| Chikusa-ku  | 千種区 | 164 499                 | 18,18      |  |
| Higashi-ku  | 東区   | 78 079                  | 7,71       |  |
| Kita-ku     | 北区   | 163 585                 | 17,53      |  |
| Meitō-ku    | 名東区 | 164 119                 | 19,45      |  |
| Midori-ku   | 緑区   | 241 898                 | 37,91      |  |
| Minami-ku   | 南区   | 136 992                 | 18,46      |  |
| Minato-ku   | 港区   | 146 789                 | 45,64      |  |
| Mizuho-ku   | 瑞穂区 | 105 384                 | 11,22      |  |
| Moriyama-ku | 守山区 | 172 899                 | 34,01      |  |
| Naka-ku     | 中区   | 83 210                  | 9,38       |  |
| Nakagawa-ku | 中川区 | 220 301                 | 32,02      |  |
| Nakamura-ku | 中村区 | 133 275                 | 16,30      |  |
| Nishi-ku    | 西区   | 149                     | 17,93      |  |
| Shōwa-ku    | 昭和区 | 107 200                 | 10,94      |  |
| Tenbaku-ku  | 天白区 | 162 732                 | 21,58      |  |

## Storstadsområde
Nagoyas storstadsområde (中京大都市圏, ungefär Chukyo storstadsområde) omfattade 46 städer och 53 andra typer av samhällen i prefekturerna Aichi, Gifu och Mie vid folkräkningen 2005. Området är landets tredje största storstadsområde och hade 8 923 445 invånare 2005 på en yta av 6 910,52 km². Förutom Nagoya ingår några andra större städer, bland annat Gifu, Ichinomiya, Kasugai, Okazaki, Toyota och Yokkaichi.

## Symbol
Nagoyas symbol heter maru-hachi och består av tecknet för siffran 8 inskrivet i en cirkel. Maru-hachin var ursprungligen Owari Tokugawas familjesymbol. Familjen Tokugawa bodde i Nagoya slott från dess färdigställande 1616 fram till 1860-talet.

## Näringsliv
- JR Tokai, järnvägsbolaget som bland annat driver Tokaido Shinkansen, har huvudkontor i Nagoya.[8]
- I Nagoya har Asahi ett bryggeri.
- 1610 bildade Yudo Ito en kimonoaffär i Nagoya. Rörelsen köpte upp Matsuzakaya som var en klädaffär i Ueno, Edo 1768. Matsuzakaya har ännu huvudkontor i Nagoya.[9][10]
- Elektroniktillverkaren Brother.[11]
- Tändstift- och keramiktillverkaren NGK som bildades 1936.[12]
- Industrigruppen Noritake.[13]
- Transportkoncernen Meitetsu som driver regional kollektivtrafik, godstransporter, hotell och fastigheter, främst i Aichi.[14]
- Nippon Sharyo tung industri, mest känd som tågtillverkare.[15]

## Kommunikationer

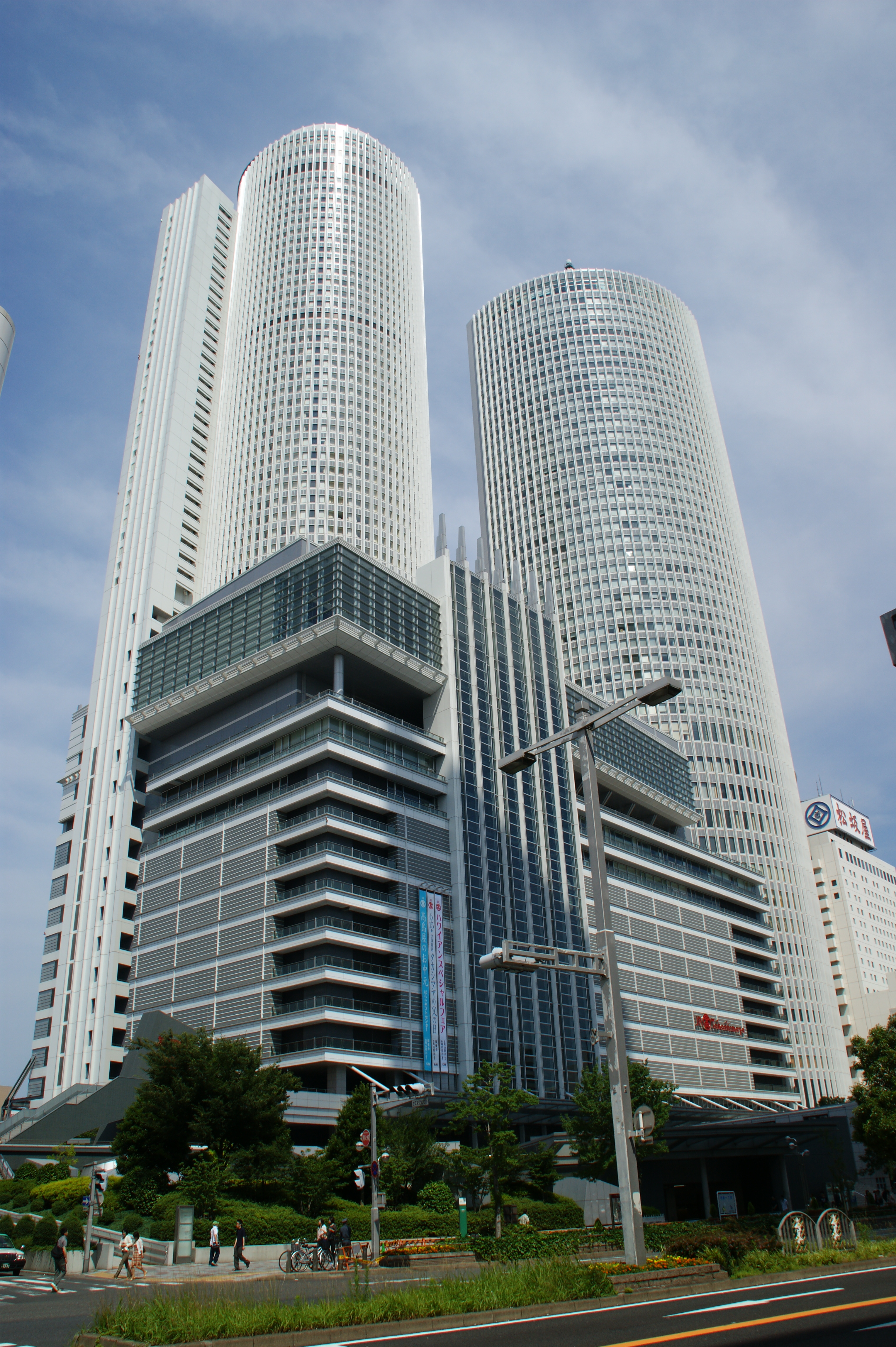
JR Central Towers på Nagoya station.

Nagoyas centrala och dominerande ställning gör att den fungerar som transportnav för regionen.
Den viktigaste knutpunkten är Nagoya station som egentligen är ett komplex av järnvägs- och busstationer från olika operatörer, JR Nagoya, Meitetsu Nagoya, Kintetsu Nagoya, Nagoya station i kommunala Nagoyas tunnelbana och stadsbussar. Andra viktiga knutpunkter är Kanayama station, som upprustades 1989 för att avlasta Nagoya, och Ozone.

### Stadstrafik
Kollektivtrafiken inom stadsgränsen domineras av Nagoyas tunnelbana och stadsbussar i kommunal regi. Det finns även kommersiell busstrafik som körs bland annat av Meitetsu och JR Tokai. En speciell busslinje är Yutoriton som körs som spårbuss från Ozone i ett upphöjt plan ovan den andra trafiken i de centrala delarna, bussarna fortsätter sedan i gatuplan enligt olika turer.
Nagoya har tidigare haft ett spårvägsystem som öppnades i privat regi 1898 men köptes upp av staden 1922. Den sista delen stängdes 31 mars 1974.

### Regionaltrafik
I motsats till de två andra stora storstadsområdena i Japan, kring Tokyo och Osaka, är biltrafiken viktigare än tågtrafiken i Chukyo storstadsområde.
I Chukyo storstadsområde finns flera konkurrerande järnvägsnät. Det största är Meitetsus som täcker in Aichi och södra Gifu prefektur. Meitetsus nät är väl integrerat med tunnelbanenätet och har bland annat direktlinje till Chūbu Centrairs internationella flygplats. Den största konkurrenten är JR Tokai som kör tåg i regional trafik både på stambanan Tokaidolinjen (Tōkaidō honsen) och sina övriga linjer utom Tokaido Shinkansen. Kintetsu som är baserat i Osaka har järnvägsnät som breder ut sig till Mie prefektur i öster och har en linje som kopplar det till Nagoya. Kintetsus nät är snabbare och bättre uppgraderat än JR Tokais i Mie.
Den viktigaste trafikkorridoren är Toyohashi–Nagoya–Gifu. Där går JR Tokais Tokaidolinje och Meitetsus Nagoya-linje (Nagoya honsen) sida vid sida i stark konkurrens. Tokaidolinjen var innan Tokaido Shinkansen den främsta interregionala linjen mellan Osaka och Tokyo, den är därför rakare dragen än Nagoyalinjen och lider i konkurrensen av att stationerna på många håll är mindre centralt placerade.

### Interregional och internationell trafik
Nagoya är en av de fyra stationer som trafikeras av alla klasser av tåg på Tokaido Shinkansen, det innebär ungefär 11 shinkansenavgångar per timme i var riktning under högtrafik. Restiden är en knapp timme till Shin-Osaka och ca 1 timme och 40 minuter till Tokyo.
JR Tokai har infört expresståg med lutande vagnskorgar på sin Chou line till Nagano.
Nagoyas internationella flygplats sedan 2005 är Chūbu Centrairs internationella flygplats (Centrair) i Tokoname. Andraflygplats för Nagoya är Nagoya Airfield som fram till Centrairs öppnande var en internationell flygplats men nu endast har inrikes trafik. Den ligger på gränsen mellan Toyoyama, Komaki, Kasugai och Nagoya.

## Sport
Chunichi Dragons spelar i Central League i professionell baseboll. Hemmaarena är Nagoya Dome. Klubben har vunnit Central League sju gånger, Japan Series två gånger (1954 och 2007) och Konami Cup Asia Series en gång, 2007.
Nagoya Grampus Eight spelar i J-League i fotboll.
En av de sex årliga honbasho i professionell sumo är Nagoya Basho som utkämpas i Aichi-ken taiikukan och öppnar första eller andra söndagen i juli.

## Musik
- Coldrain - Alternativ rock/Post-hardcore

## Turism

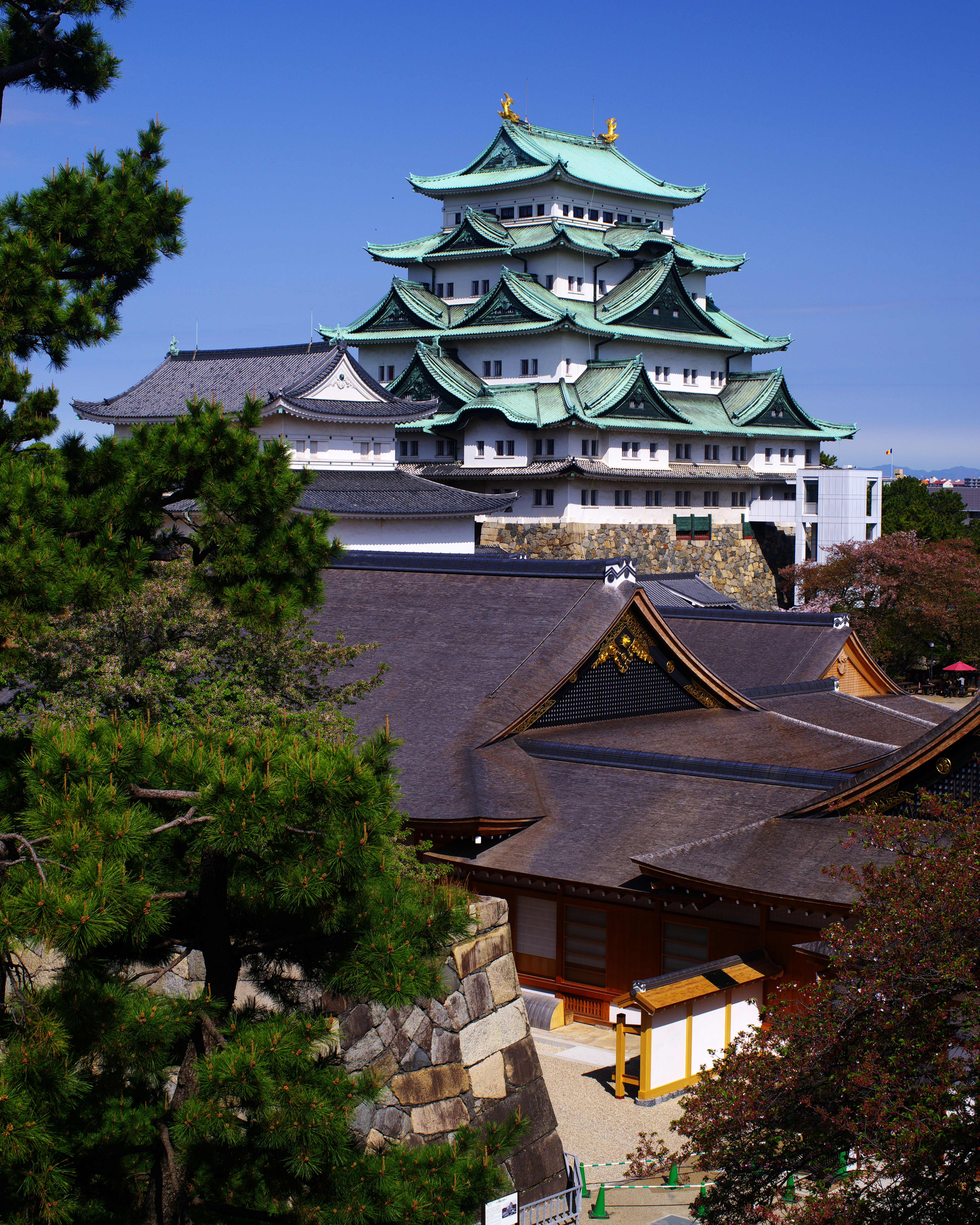
Nagoya slott.

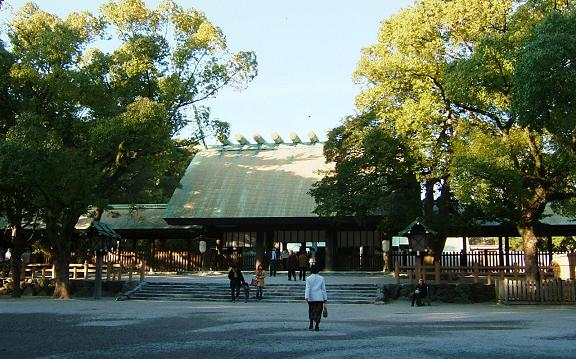
Atsuta tempel.

De två populäraste turistmålen är Nagoya slott och Atsuta tempel.

## Evenemang
I Nagoyas grannkommuner Nagakute och Seto pågick Världsutställningen i Aichi 2005 mellan den 25 mars och den 25 september 2005.